# Distretto di Laria
Il distretto di Laria è uno dei diciannove distretti della provincia di Huancavelica, in Perù. Si trova nella regione di Huancavelica e si estende su una superficie di 78.45 chilometri quadrati.